# Замок Вольфенбюттель
Замок Вольфенбюттель (нем. Schloss Wolfenbüttel) — второй по размерам замок Нижней Саксонии, служивший с 1283 по 1754 годы одной из главных резиденций владетельного рода Вельфов. Вокруг замка со временем возник одноимённый город.
Возник в XI веке как укрепление, защищающее переправу через реку Окер. Известен по документам с 1074 года (по другим сведениям, с 1118 года). Замок, окружённый рвом, неоднократно подвергался разрушению, в том числе в 1255 году Альбрехтом Брауншвейгским и в 1542 году войсками Шмалькальденского союза. В 1432 году Вельфы были изгнаны из Брауншвейга и перебрались в Вольфенбюттель, который надолго стал столицей одноимённого княжества.
Облик, близкий современному, замок стал приобретать в 3-й четверти XVI века. Резиденция Вельфов того времени была одним из очагов искусства и культуры Возрождения в Северной Германии. Приглашённые из Англии актёры создали здесь первый в Германии постоянно действующий театр. Придворный капельмейстер Михаэль Преториус развлекал герцога и придворных танцевальными мелодиями. По всей Европе славилась герцогская библиотека, кураторами которой были просвещённейшие люди своего времени (как, например, Лейбниц и Лессинг). В этом замке родилась и выросла мать российского императора Петра II — Шарлотта Кристина.
Существующий барочный фасад замка был возведён в 1714—1716 годах по проекту Германа Корба. В первой половине XVIII века была выполнена и существующая отделка парадных апартаментов, где ныне размещается музейная экспозиция. Другую часть помещений замка занимает высшая школа искусств.
В 1753 году двор Вельфов переехал из Вольфенбюттеля в Брауншвейгский дворец, после чего старая резиденция стала приходить в запустение. Новых строительных и отделочных работ почти не велось. Для размещения библиотеки неподалёку было выстроено отдельно стоящее здание. Другие достопримечательности замкового парка — дом Лессинга, оружейная палата и т. н. Малый замок — миниатюрный дворец 1830-х годах постройки, где выросла будущая императрица Священной Римской Империи Елизавета Кристина.
|                            |  |                                |  |                                  |
| Вольфенбюттель в 1654 году |  | Парадный фасад в стиле барокко |  | Внутренний двор эпохи Ренессанса |